# جردن براون (بازیکن فوتبال، زاده ۱۹۹۱)
جردن براون (انگلیسی: Jordan Brown؛ زادهٔ ۱۱ اکتبر ۱۹۹۱) بازیکن فوتبال اهل بریتانیا است.
از باشگاه‌هایی که در آن بازی کرده‌است می‌توان به باشگاه فوتبال بورم‌وود، باشگاه فوتبال دالیچ هملت، باشگاه فوتبال کرو آلکساندرا، باشگاه فوتبال وایت‌هاوک، باشگاه فوتبال بیشاپس استورتفورد، باشگاه فوتبال وستهام یونایتد، باشگاه فوتبال بارنت، و باشگاه فوتبال آلدرشات تاون اشاره کرد.